# منتخب جزر العذراء الأمريكية تحت 20 سنة لكرة القدم
منتخب جزر العذراء الأمريكية تحت 20 سنة لكرة القدم (بالإنجليزية: United States Virgin Islands national under-20 soccer team)‏ هو ممثل جزر العذراء الأمريكية الرسمي في المنافسات الدولية في كرة القدم في فئة كرة قدم تحت 20 سنة للرجال، يديريه اتحاد الجزر العذراء الأمريكية لكرة القدم.